# Tinchebray-Bocage
Tinchebray-Bocage est une commune française située dans le département de l'Orne en région Normandie, peuplée de 4 850 habitants. Elle est créée le 1er janvier 2015 par la fusion de sept communes, sous le régime juridique des communes nouvelles. Les communes de Beauchêne, Frênes, Larchamp, Saint-Cornier-des-Landes, Saint-Jean-des-Bois, Tinchebray et Yvrandes deviennent des communes déléguées.

## Géographie
Située à l'ouest du Bocage flérien, Tinchebray-Bocage est au cœur d'une plus vaste région, le Bocage normand. L'atlas des paysages de la Basse-Normandie place la commune au cœur de l'unité des hauts pays de l'ouest ornais et du mortainais située majoritairement au nord-ouest du département de l'Orne et caractérisée par un « paysage rude marqué par un relief complexe modelé par les cours d'eau qui en divergent comme d'un château d'eau ».
Le territoire est traversé par la ligne de partage des eaux, le nord dans le bassin de l'Orne avec le Noireau, et le sud dans le bassin de la Loire avec l'Égrenne et la Varenne. Le point le plus bas, 132 m, est à la sortie du Noireau à Frênes et le plus haut à Saint-Cornier-des-Landes, 324 m, entre la Noë-Chesnay et les Monts.
Le climat est océanique, comme dans tout l'Ouest de la France, mais la pluviométrie annuelle de Tinchebray-Bocage est plus importante et avoisine les 1 100 mm à l'ouest du territoire avec de 190 à 200 jours de pluie par an. Les hautes terres de Saint-Cornier-des-Landes, situées sur une crête à 316 m d'altitude, ont un  bioclimat "hyper-humide" caractérisé par des précipitations abondantes toute l'année qui se manifeste par la présence de hêtre (bois de fouteaux dans les textes anciens, micro-toponyme : Foutelaie).
Le massif granitique de Chanu avec ses points les plus élevés s'étend jusqu'au sud de Frênes au Mont-Crespin, 312 m d'altitude et à l'est de Tinchebray à la Gautierrerie, 309 m. Un autre petit massif de granodiorite est très étroit à Larchamp, plus large entre Saint-Jean-des-Bois et Saint-Clair-de-Halouze. Une crête des cornéennes plus résistantes à l'érosion que les granites traverse: Saint-Cornier-des-Landes, Yvrandes et Saint-Jean-des-Bois. Le minerai de fer est à l'affleurement pour le synclinal Mortain-Domfront-Bagnoles à Larchamp.
| Le Ménil-Ciboult                                      | Saint-Quentin-les-Chardonnets | Montsecret-Clairefougère (comm. dél. de Montsecret) Cerisy-Belle-Étoile |
| Saint-Christophe-de-Chaulieu Le Fresne-Poret (Manche) | Tinchebray-Bocage             | Landisacq Chanu                                                         |
| Ger (Manche)                                          | Lonlay-l'Abbaye               | Saint-Clair-de-Halouze Saint-Bômer-les-Forges                           |

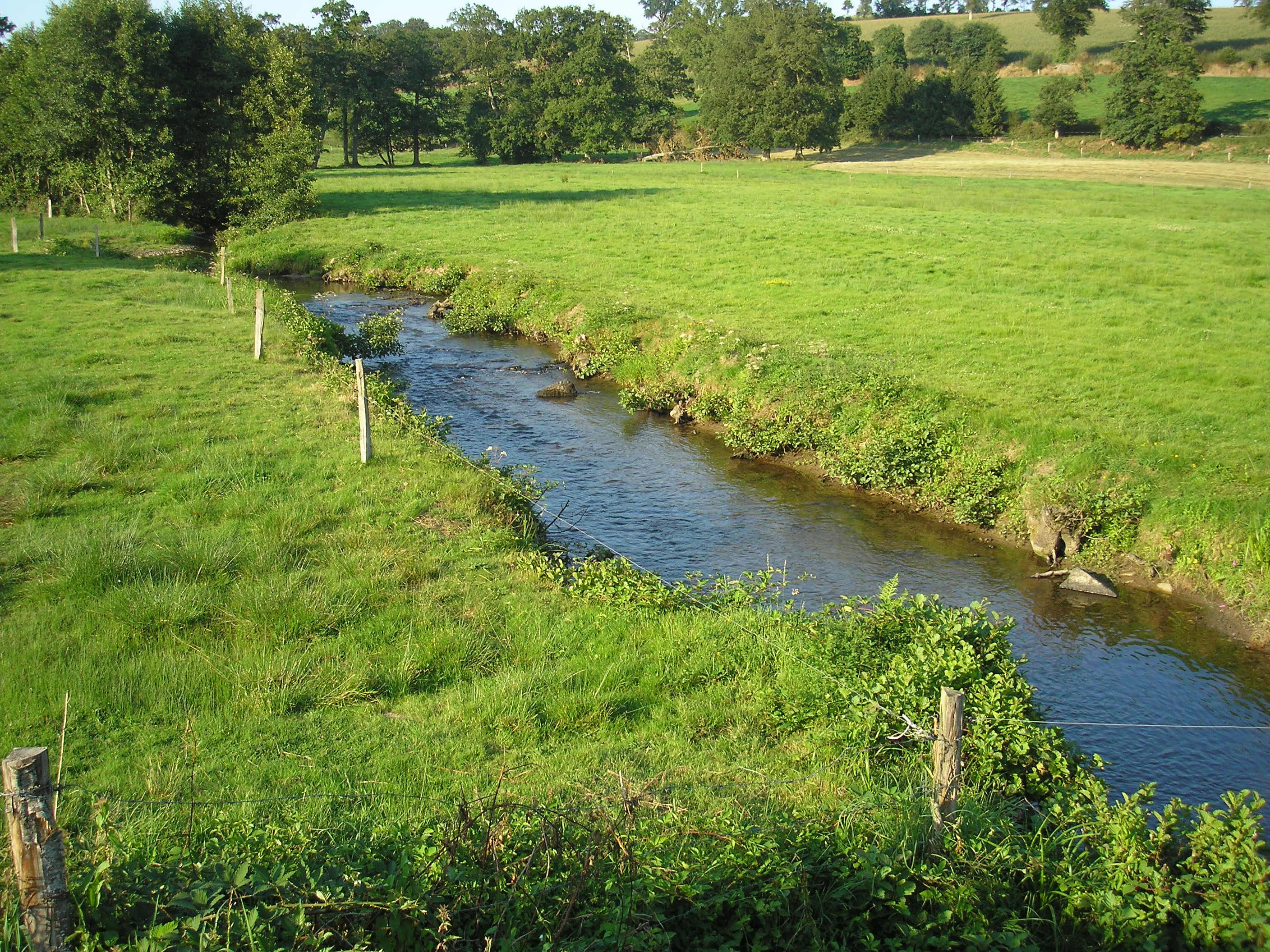
L'Égrenne à Beauchêne.
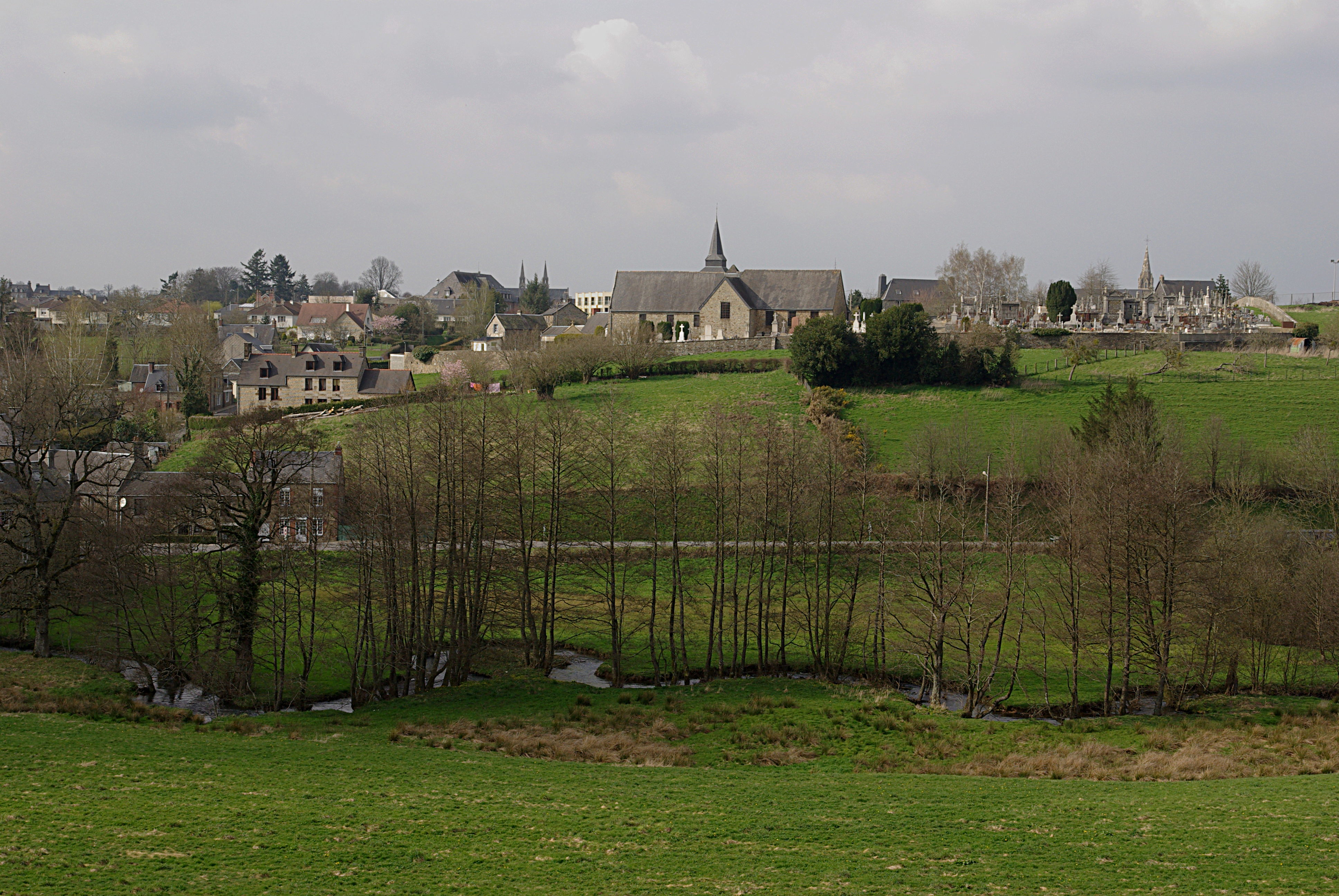
Le Noireau à Tinchebray.
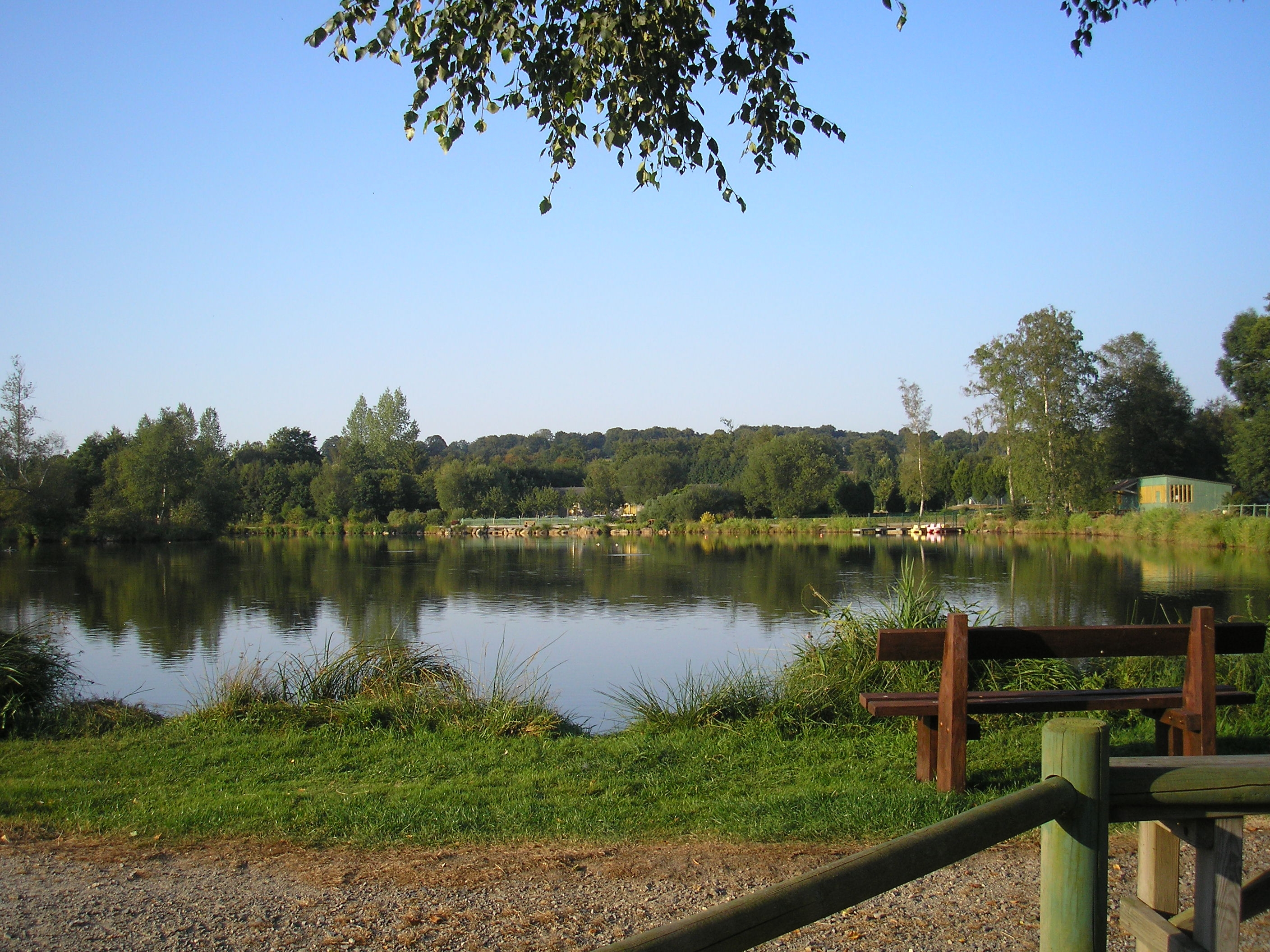
L'étang de la Cour à Larchamp.

### Hydrographie
La commune est traversée par la ligne de partage des eaux entre les bassins hydrographiques Seine-Normandie et Loire-Bretagne. Elle est drainée par un bras de l'égrenne, le Noireau, l'Egrenne, la Halouze, la Durance, le ruisseau de Blandouet, le ruisseau de Vautige, le ruisseau des Nussons, le Troitre, les Huttereaux, le Barbrelle, un bras du Noireau, le cours d'eau 01 de la Dierrie, le cours d'eau 01 de la Goulière, le cours d'eau 01 de la Grande Corbière, le cours d'eau 01 de la Jouannerie, le cours d'eau 01 des Cent Ancres, le cours d'eau 01 des Châtaigniers, le cours d'eau 01 du Bourg Jouvin, le cours d'eau 02 de Beaulieu, le cours d'eau 03 de la commune d'Yvrandes, le cours d'eau 07 des Landes, le cours d'eau 14 du Moulin, le fossé 01 de la Crière du Nord, le fossé 01 de l'Abbaye de Belle Etoile, le fossé 01 du Bourg Lopin, le Moulin d'Yvrande, le Noireau, le ruisseau de Corruelle, le ruisseau de Froidebise, le ruisseau de Glaire, le ruisseau de la Commune de passé, le ruisseau de la Doitee, le ruisseau de la Fontaine de la Depoiserie, le ruisseau de la Fontaine des forgettes, le ruisseau de la Gaillardière, le ruisseau de Monbayer, le ruisseau des Fontaines et divers autres petits cours d'eau,.
Le Noireau, d'une longueur de 43 km, prend sa source dans la commune de Saint-Christophe-de-Chaulieu et se jette  dans l'Orne à Ménil-Hubert-sur-Orne, après avoir traversé 15 communes. 

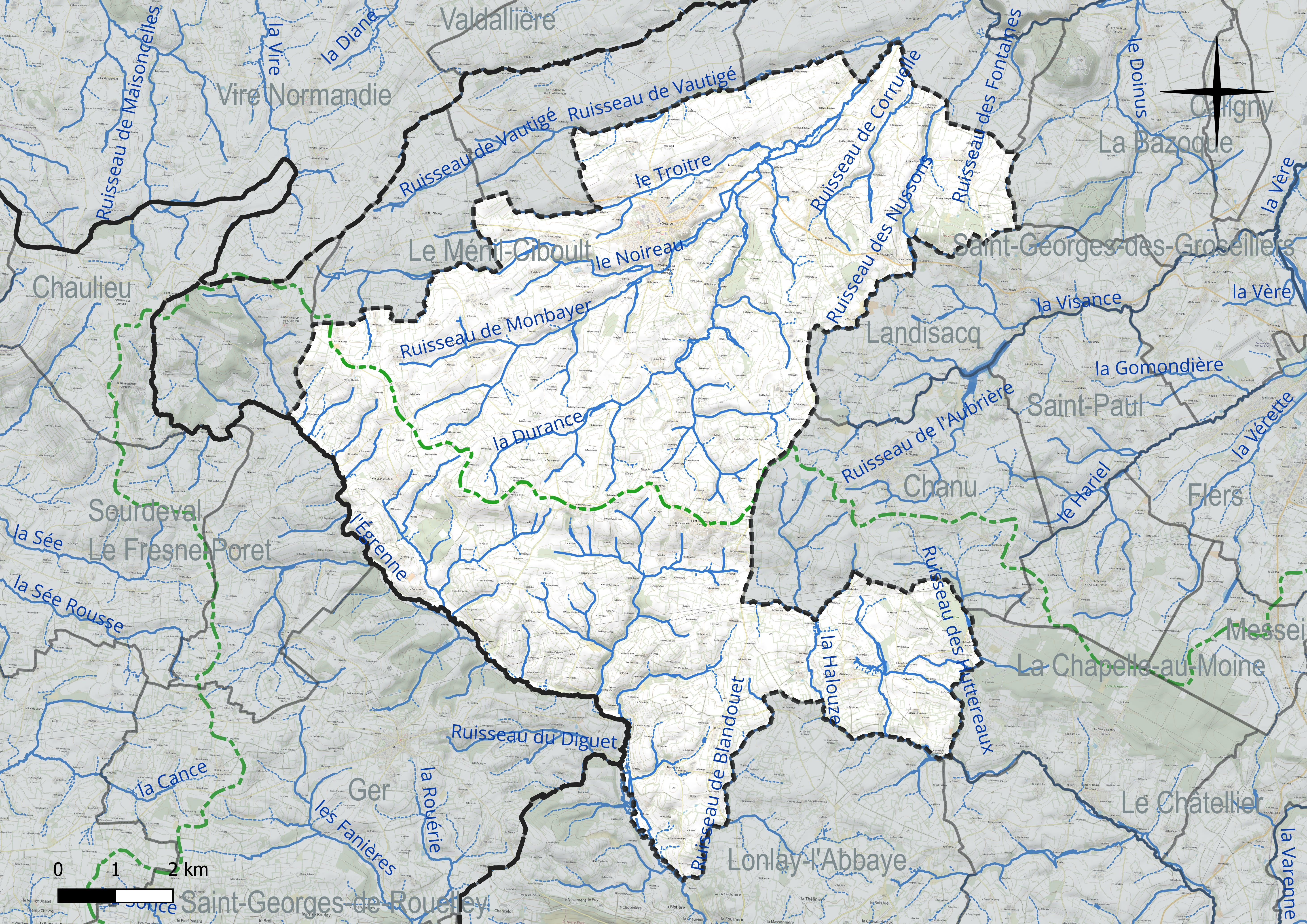
Réseau hydrographique de Tinchebray-Bocage.

L'Égrenne, d'une longueur de 37 km, prend sa source dans la commune de Chaulieu et se jette  dans la Varenne à Saint-Mars-d'Égrenne, après avoir traversé dix communes. 
La Halouze, d'une longueur de 15 km, prend sa source dans la commune  et se jette  dans la Varenne à Saint-Bômer-les-Forges, après avoir traversé six communes. 

### Climat
Le climat qui caractérise la commune est qualifié, en 2010, de « climat océanique franc », selon la typologie des climats de la France qui compte alors huit grands types de climats en métropole. En 2020, la commune ressort du type « climat océanique » dans la classification établie par Météo-France, qui ne compte désormais, en première approche, que cinq grands types de climats en métropole. Ce type de climat se traduit par des températures douces et une pluviométrie relativement abondante (en liaison avec les perturbations venant de l'Atlantique), répartie tout au long de l'année avec un léger maximum d'octobre à février.
Les paramètres climatiques qui ont permis d’établir la typologie de 2010 comportent six variables pour les températures et huit pour les précipitations, dont les valeurs correspondent à la normale 1971-2000. Les sept principales variables caractérisant la commune sont présentées dans l'encadré ci-après.
| Paramètres climatiques communaux sur la période 1971-2000 - Moyenne annuelle de température : 10,3 °C - Nombre de jours avec une température inférieure à −5 °C : 2,4 j - Nombre de jours avec une température supérieure à 30 °C : 1,6 j - Amplitude thermique annuelle : 13,2 °C - Cumuls annuels de précipitation : 1 018 mm - Nombre de jours de précipitation en janvier : 14,2 j - Nombre de jours de précipitation en juillet : 8,4 j |

Avec le changement climatique, ces variables ont évolué. Une étude réalisée en 2014 par la Direction générale de l'Énergie et du Climat complétée par des études régionales prévoit en effet que la  température moyenne devrait croître et la pluviométrie moyenne baisser, avec toutefois de fortes variations régionales. La station météorologique de Météo-France installée sur la commune et mise en service en 1951 permet de connaître en continu l'évolution des indicateurs météorologiques. Le tableau détaillé pour la période 1981-2010 est présenté ci-après.
| Mois                                  | jan.            | fév.             | mars            | avril         | mai           | juin           | jui.            | août         | sep.            | oct.            | nov.            | déc.            | année     |
| ------------------------------------- | --------------- | ---------------- | --------------- | ------------- | ------------- | -------------- | --------------- | ------------ | --------------- | --------------- | --------------- | --------------- | --------- |
| Température minimale moyenne (°C)     | 1               | 0,9              | 2,9             | 4,2           | 7,5           | 10,2           | 12,1            | 12,2         | 10,1            | 7,6             | 3,8             | 1,7             | 6,2       |
| Température moyenne (°C)              | 3,6             | 3,9              | 6,5             | 8,4           | 12            | 14,9           | 17              | 17,2         | 14,5            | 11              | 6,7             | 4,2             | 10        |
| Température maximale moyenne (°C)     | 6,3             | 7                | 10,1            | 12,6          | 16,4          | 19,6           | 21,9            | 22,1         | 18,9            | 14,4            | 9,6             | 6,7             | 13,8      |
| Record de froid (°C) date du record   | −17 08.01.1985  | −14,2 01.02.1954 | −9,6 07.03.1971 | −5,5 11.04.03 | −1 05.05.1982 | 0,4 02.06.1962 | 4,6 01.07.1960  | 3 30.08.1977 | 0 14.09.1951    | −4 29.10.1997   | −8 20.11.1985   | −13 29.12.05    | −17 1985  |
| Record de chaleur (°C) date du record | 14,5 16.01.1996 | 19,9 27.02.19    | 23 30.03.21     | 25,5 30.04.05 | 32 25.05.1953 | 34,5 29.06.19  | 37,2 01.07.1952 | 36 10.08.03  | 33,8 01.09.1961 | 25,5 01.10.1985 | 18,9 02.11.1972 | 15,5 06.12.1979 | 37,2 1952 |
| Précipitations (mm)                   | 124             | 90,9             | 91,8            | 71,3          | 85            | 64,5           | 68,2            | 63,9         | 85,2            | 119,4           | 118,8           | 130,2           | 1 113,2   |

## Urbanisme

### Typologie
Au 1er janvier 2024, Tinchebray-Bocage est catégorisée bourg rural, selon la nouvelle grille communale de densité à sept niveaux définie par l'Insee en 2022.
Elle appartient à l'unité urbaine de Tinchebray-Bocage, une unité urbaine monocommunale constituant une ville isolée,. Par ailleurs la commune fait partie de l'aire d'attraction de Flers, dont elle est une commune de la couronne,. Cette aire, qui regroupe 38 communes, est catégorisée dans les aires de 50 000 à moins de 200 000 habitants,.

### Occupation des sols
L'occupation des sols de la commune, telle qu'elle ressort de la base de données européenne d’occupation biophysique des sols Corine Land Cover (CLC), est marquée par l'importance des territoires agricoles (94,8 % en 2018), en diminution par rapport à 1990 (95,9 %). La répartition détaillée en 2018 est la suivante : 
prairies (55,4 %), zones agricoles hétérogènes (31 %), terres arables (8,3 %), forêts (2,6 %), zones urbanisées (2,3 %), mines, décharges et chantiers (0,3 %). L'évolution de l’occupation des sols de la commune et de ses infrastructures peut être observée sur les différentes représentations cartographiques du territoire : la carte de Cassini (XVIIIe siècle), la carte d'état-major (1820-1866) et les cartes ou photos aériennes de l'IGN pour la période actuelle (1950 à aujourd'hui).

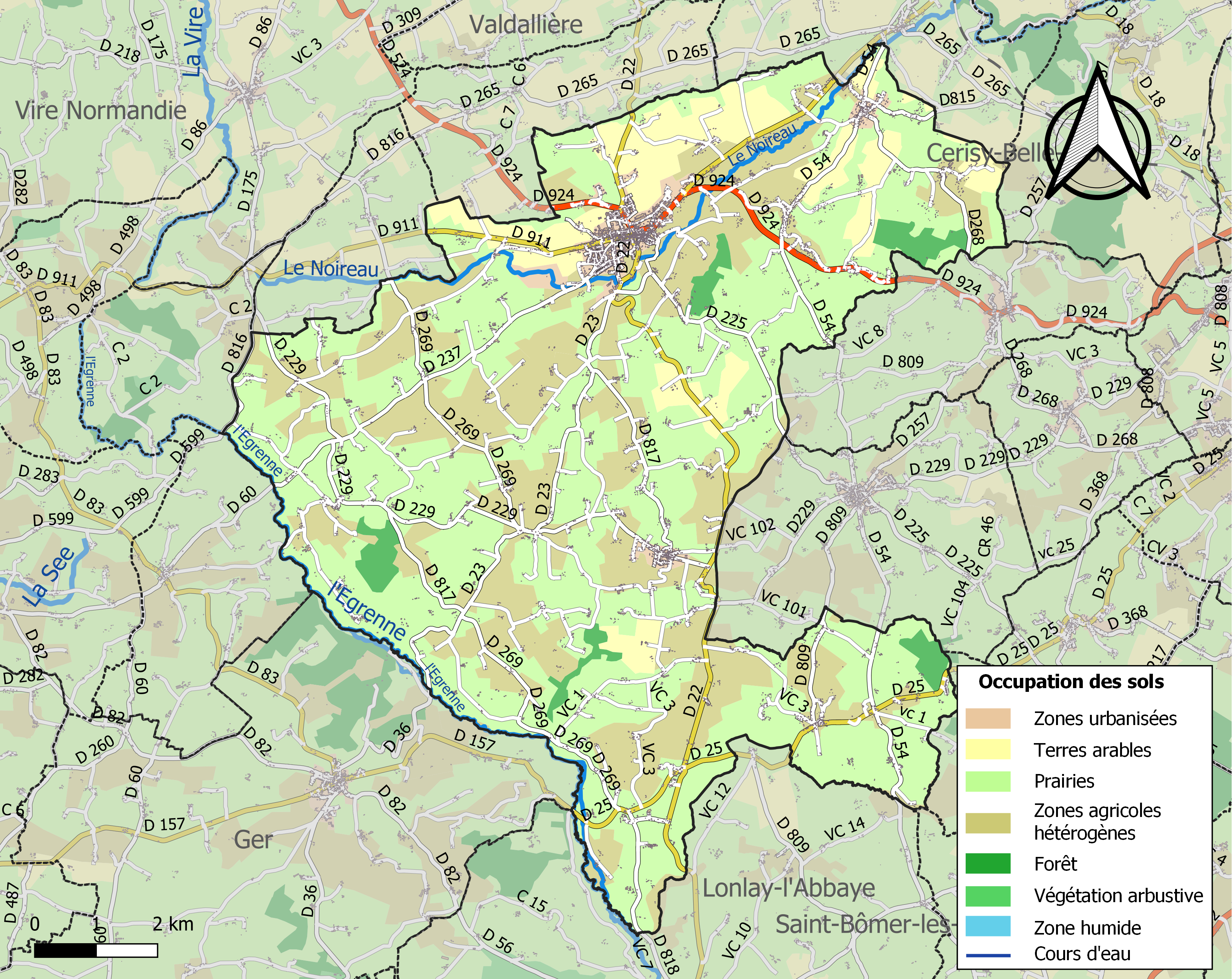
Carte des infrastructures et de l'occupation des sols de la commune en 2018 (CLC).

## Toponymie
Tinchebray-Bocage reprend le nom de la commune principale, Tinchebray, et le mot bocage qui définit le paysage commun à tous.

## Histoire

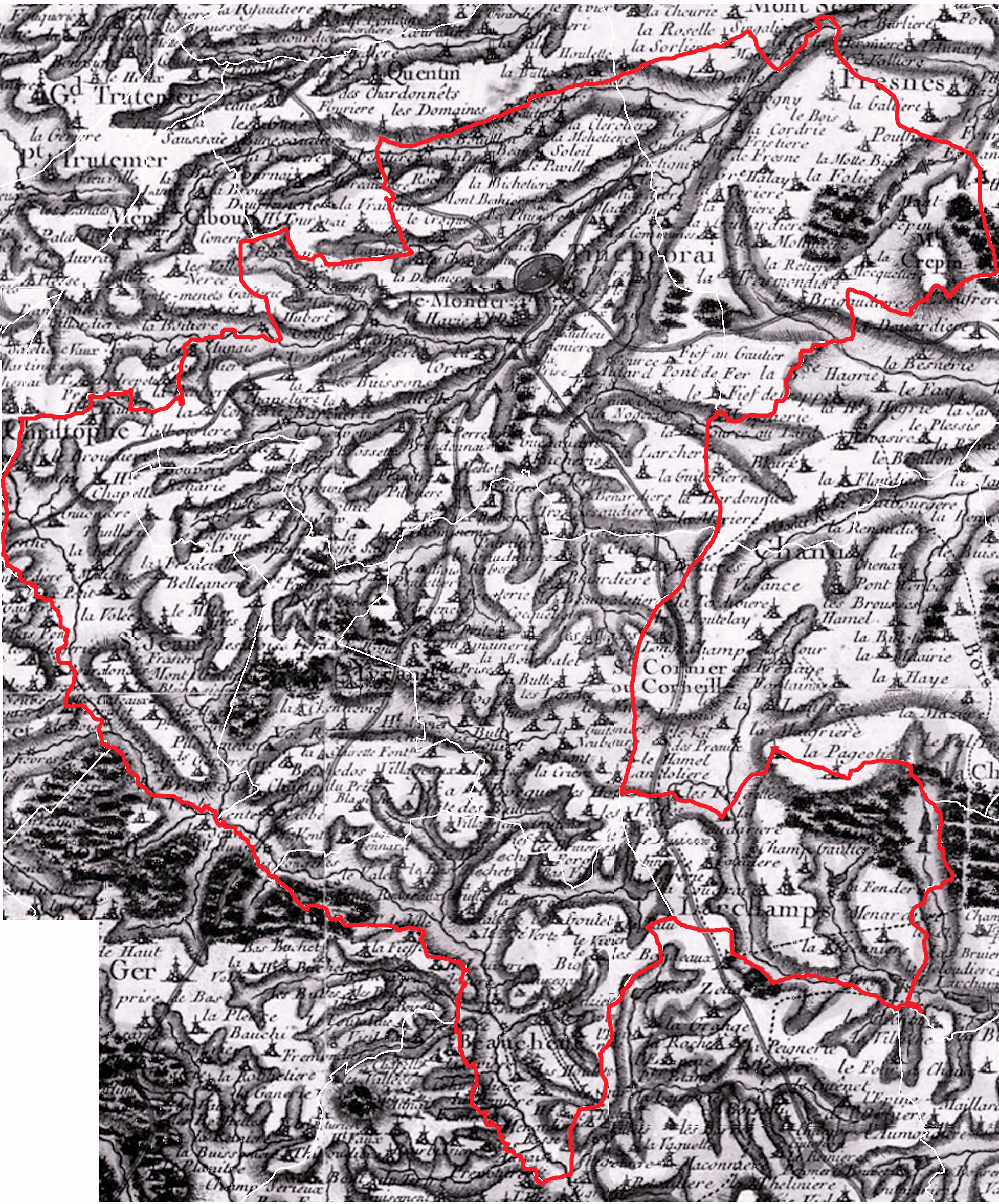
Carte de Cassini.

La commune est créée le 1er janvier 2015 par un arrêté préfectoral du 23 décembre 2014, par la fusion de sept communes, sous le régime juridique des communes nouvelles instauré par la loi no 2010-1563 du 16 décembre 2010 de réforme des collectivités territoriales. Les communes de Beauchêne, Frênes, Larchamp, Saint-Cornier-des-Landes, Saint-Jean-des-Bois, Tinchebray et Yvrandes deviennent des communes déléguées et Tinchebray est le chef-lieu de la commune nouvelle.
La voie antique qui reliait Augustodurum (Bayeux) et Vieux-la-Romaine (Vieux) à Jublains et Vindunum (Le Mans) servait de limite à Larchamp, Beauchêne, Saint-Cornier-des-Landes, Tinchebray et Frênes,.
Les territoires de Tinchebray, Saint-Jean-des-Bois, Saint-Cornier-des-Landes et Beauchêne viennent en partie du déboisement de la forêt de la Lande Pourrie, celui d'Yvrandes y était totalement inclus.
Les hameaux anciens sont souvent issus de masures (vavassories, aînesses), terres en roture données contre redevances et devoirs par le seigneur à une famille représentée par un aîné qui tient le rôle de prévôt et les aveux, participe aux gages-plèges de la seigneurie. Certaines familles ont laissé leurs noms comme les Degrenne : la Degrennerie à Tinchebray, Aubry : l'Aubrière à Larchamp, Dumaine : la Dumainerie à Saint-Cornier-des-Landes, Aumont : la fieffe Aumont à Beauchêne.

### La chouannerie
Entre 1793 et le Consulat, le bocage contrairement au reste de la Normandie qui reste calme, est le théâtre d'une guérilla sporadique, difficile à réprouver et toujours impitoyable. La chouannerie normande s'identifie aux autres résistances au régime révolutionnaire, de la Vendée, de l'Anjou, du Maine et de la Bretagne. Elle reçoit l'appui et la complicité d'une large partie des populations rurales. Quant au danger qu'elle présentait, il fallut en finir avec l'assassinat  de son chef Louis de Frotté. La bourgeoisie de Tinchebray est largement républicaine alors que la campagne reste fidèle à Dieu et au roi.
En 1790, les ecclésiastiques obligés de prêter le serment civique, quittent leurs presbytères, partent à l'étranger ou restent dans le pays et commencent une vie clandestine. Considérés comme des martyrs, leur influence augmente. Ils sont remplacés par des prêtres jureurs qui face à l'hostilité de la population partent et ferment les églises.
En mars 1793, la levée de 300 000 hommes sur tout le territoire ouvre une période de résistance par le refus massif de répondre à l'appel militaire. À Saint-Jean-des-Bois, Michelot Moulin (Michel Moulin), fils d'un taillandier aisé, réquisitionné pour rejoindre les forces républicaines obtient des armes par ruse, déserte et entre dans la clandestinité avec ses compagnons, creusant des souterrains, désarmant les patriotes de Landisacq, Chanu et Saint-Cornier-des-Landes pendant que ceux de Flers désarment Saint-Jean-des-Bois. Sa division occupe les régions de Vire, Condé-sur-Noireau et Domfront avec 1 200 à 1 500 hommes.
En mai 1794, Michelot Moulin libère de la prison royale de Tinchebray l'abbé Dulaurant condamné à la guillotine. En octobre 1794, Hoche met en place un système de défense avec des colonnes mobiles de 50 à 60 hommes à Saint-Cornier-des-Landes au Val de Préaux.
Le 31 mars 1796, Louis de Frotté attaque Tinchebray avec 800 chouans et y met le feu. 150 républicains ont fortifié la ville, la chapelle Saint-Rémi de Tinchebray servant de citadelle, d'observatoire et de refuge pour les femmes, les enfants et les vieillards. Bilan : 84 maisons brûlées, 2 républicains tués, 20 officiers et environ 80 chouans tués.
Le 15 mai 1796, bataille du Val de Préaux à Saint-Cornier-des-Landes et Chanu, 2000 chouans cachés dans la forêt de Saint-Jean-des-Bois attaquent 1500 républicains. Les républicains abandonnent trois voitures et 10 à 11 prisonniers, un gros butin d'armes, de munitions et de vivres.
Le 18 février 1800, Louis de Frotté est fusillé. Entre 1815 et 1824, la royauté récompense les anciens chouans, les veuves et les enfants dont Michelot Moulin.

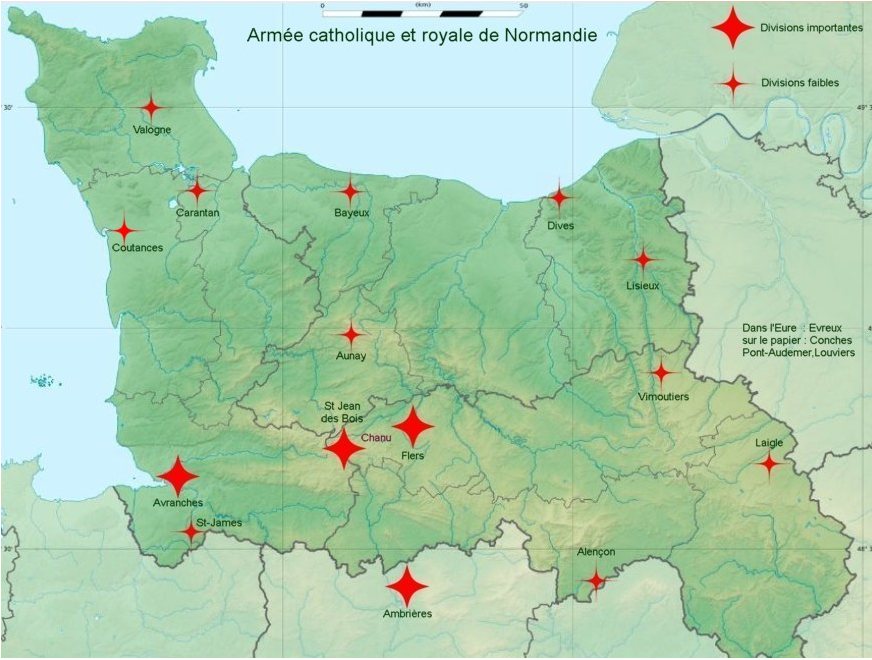
Organisation de la chouannerie normande.
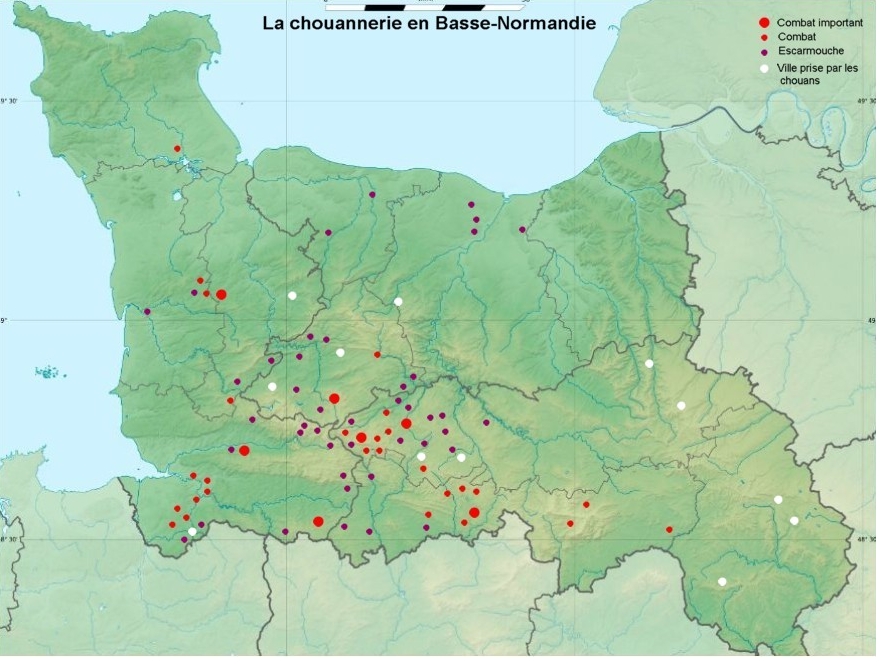
Carte des combats.
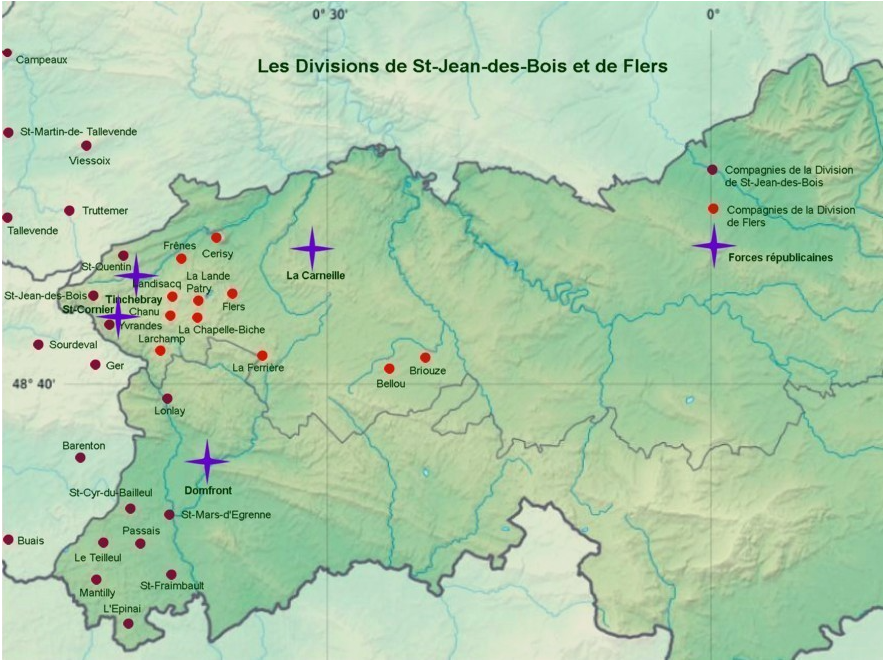
Divisions de Saint-Jean-des-Bois et Flers.
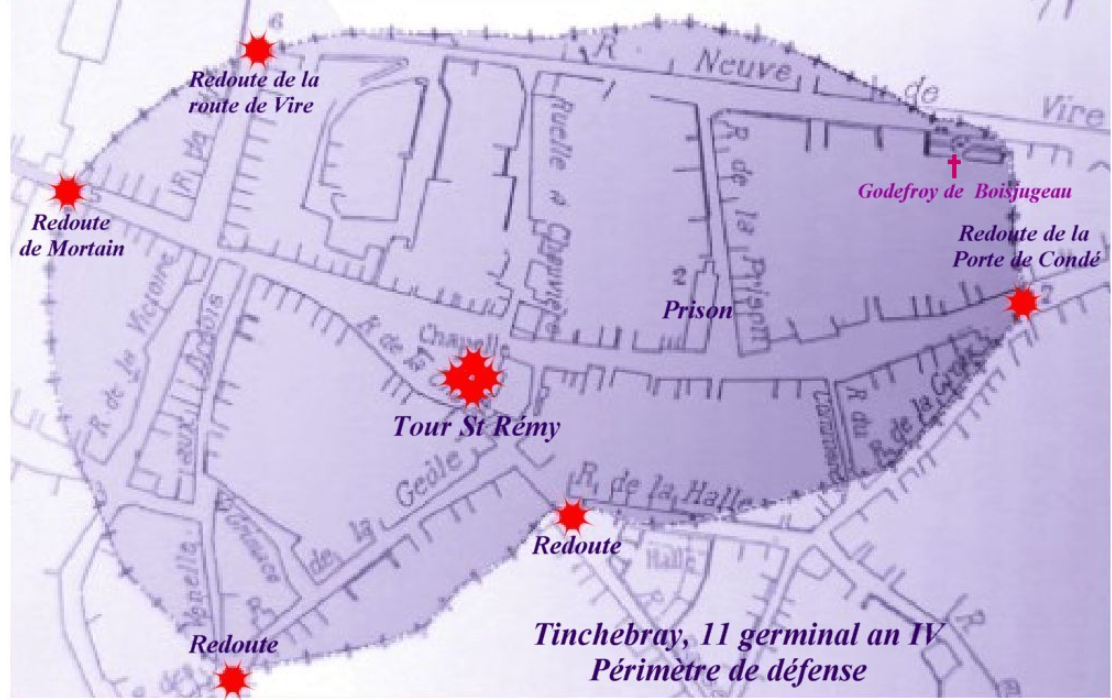
Système de défense de Tinchebray en 1796.

### Le travail du fer, la quincaillerie
Le travail du fer est attesté dans la région de Tinchebray-Bocage depuis le XIIe siècle. Sur un métier de ferron présent au XVe siècle se superpose, entre La Chapelle-Biche et Saint-Bômer-les-Forges, à l'est, et Saint-Jean-des-Bois et Ger, à l'ouest, une forte activité métallurgique.
Dans ce pays montueux, aux terres maigres, au climat pluvieux, aux chemins impraticables en hiver, où le minerai est abondant et les forêts nombreuses, le travail du fer est un complément de l'agriculture bien adapté au caractère normand par sa pratique à domicile et nécessaire par son apport financier.
- Le ferron : maître de forge, le ferron est un artisan très qualifié qui réduit le minerai dans un bas fourneau. Il est homme sans qui le métal ne peut légalement être produit. Le métier est héréditaire et fait partie, au XVe siècle, du patrimoine des familles Niobey, Le Got, Leprince, Duval (Tinchebray), Chancerel et Leprince (Chanu)[68].
- Les mutations : ces travailleurs subissent de nombreuses mutations techniques et économiques : au milieu du XVIe siècle, la révolution des hauts fourneaux (forges à Beauchêne, Larchamp, Varenne, Saint-Clair-de-Halouze) prive le ferron de la réduction du minerai et, au début du XVIIIe siècle, l'apparition de la première fenderie à Larchamp lui enlève une grande partie de la préparation du métal, favorise les marchands mais développe l'activité[66].
- La clouterie et la taillanderie : après l'apparition des hauts-fourneaux, les ferrons se spécialisent dans la clouterie[69] et, au début du XVIIIe siècle, elle atteint un niveau national[70]. La taillanderie se développe entre Saint-Quentin-les-Chardonnets et Yvrandes grâce à l'énergie hydraulique disponible[71]. Dans la deuxième partie du XVIIIe siècle, la forte demande en clouterie de marine[72] déplace le centre de gravité de la clouterie de Chanu vers Saint-Cornier-des-Landes et Beauchêne, impose une génération de marchands capables de mobiliser des sommes importantes, de négocier avec les forges et de faire travailler de nombreux cloutiers.

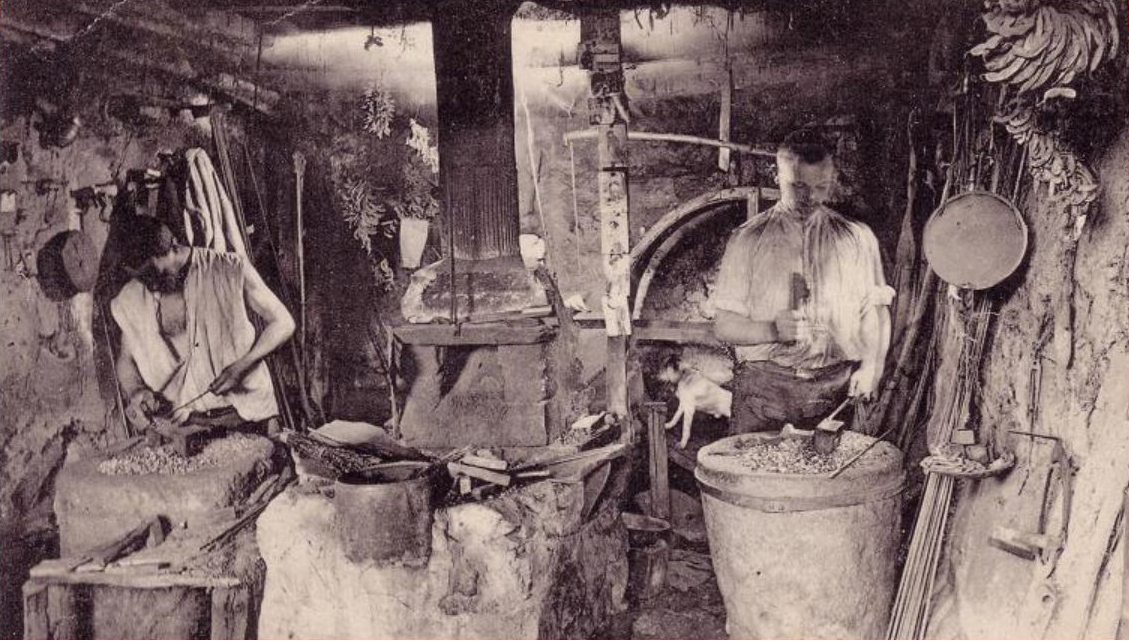
Cloutiers à Saint-Cornier.

- La serrurerie : après la Révolution française, au nord de Chanu, Landisacq et La Chapelle-Biche, certains cloutiers et petits marchands proches des quincailliers se diversifient dans la serrurerie[73].
- La fin de la clouterie : au XIXe siècle, avec l'apparition de la production mécanique, de la pointe de Paris et la disparition des forges à bois régionales, remplacées par des forges à coke, plus éloignées, le clou forgé perd les marchés de la marine et disparaît progressivement[74].
- La quincaillerie : au début du XIXe siècle, s'installent à Tinchebray des quincailliers[75] qui utilisent cette main-d'œuvre nombreuse et habile. À la fin du siècle est construite la première usine d'outils agricoles, Mermier et Cie. Certains cloutiers, serruriers et forgerons perdent leurs qualifications et deviennent ouvriers d'usine[76]. Au XXe siècle, cette industrie passe, dans les années 1970-1980 d'une concurrence régionale à une concurrence nationale avec la disparition de nombreuses entreprises et dans les années 1990-2000 à une concurrence mondiale avec l'explosion du marché asiatique[77].

Au début du XXIe siècle, le système productif local représente 80 % de la production française d'outils de jardin et 25 % de la quincaillerie du bâtiment.

## Politique et administration
| Période      | Période      | Identité        | Étiquette | Qualité                                                                                                |
| ------------ | ------------ | --------------- | --------- | --- |
| janvier 2015 | juillet 2017 | Jérôme Nury     | UMP-LR    | Vice-président du conseil général, président de la communauté de communes, maire sortant de Tinchebray |
| juillet 2017 | En cours     | Josette Porquet | DVD       | Retraitée de la fonction publique hospitalière                                                         |

Le conseil municipal est composé de trente-trois membres dont le maire et huit adjoints.

## Démographie
| Nom                      | Code Insee | Intercommunalité            | Superficie (km2) | Population (dernière pop. légale) | Densité (hab./km2) |
| ------------------------ | ---------- | --------------------------- | ---------------- | --------------------------------- | ------------------ |
| Tinchebray (siège)       | 61486      | Domfront Tinchebray Interco | 26,52            | 2 585 (2021)                      | 97                 |
| Beauchêne                | 61031      | Domfront Tinchebray Interco | 10,42            | 247 (2021)                        | 24                 |
| Frênes                   | 61177      | Domfront Tinchebray Interco | 13,31            | 816 (2021)                        | 61                 |
| Larchamp                 | 61223      | Domfront Tinchebray Interco | 8,41             | 301 (2021)                        | 36                 |
| Saint-Cornier-des-Landes | 61377      | Domfront Tinchebray Interco | 11,96            | 600 (2021)                        | 50                 |
| Saint-Jean-des-Bois      | 61410      | Domfront Tinchebray Interco | 9,93             | 181 (2021)                        | 18                 |
| Yvrandes                 | 61513      | Domfront Tinchebray Interco | 10,33            | 154 (2021)                        | 15                 |

L'évolution du nombre d'habitants est connue à travers les recensements de la population effectués dans la commune depuis sa création.
En 2022, la commune comptait 4 850 habitants, en évolution de −2,3 % par rapport à 2016 (Orne : −3,21 %, France hors Mayotte : +2,11 %).
| 2013  | 2018  | 2022  |
| ----- | ----- | ----- |
| 5 052 | 4 902 | 4 850 |

## Culture locale et patrimoine

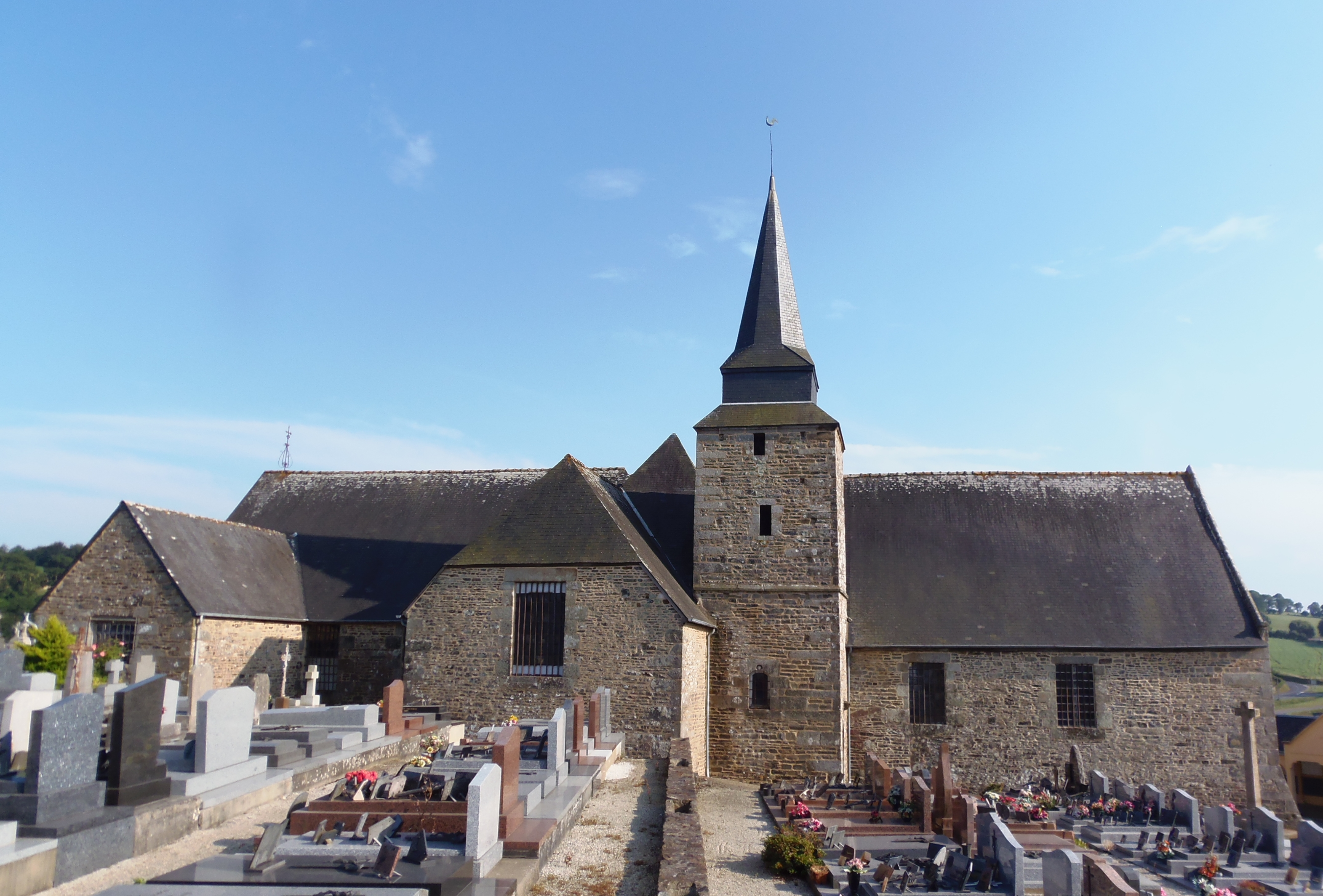
L'église Notre-Dame des Montiers, classée au titre des Monuments historiques.

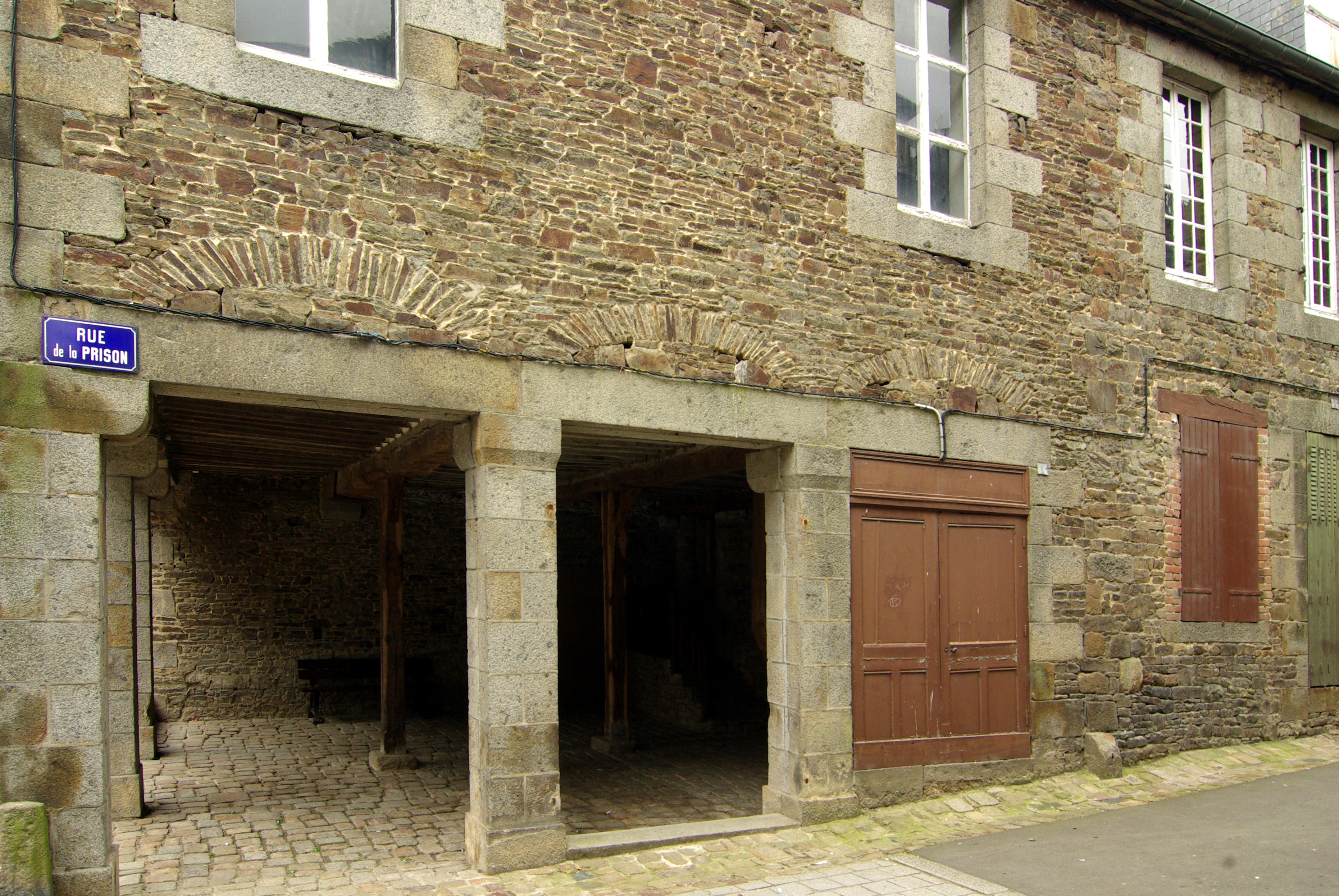
La prison royale de Tinchebray, inscrite au titre des Monuments historiques.

### Lieux et monuments

#### Monuments historiques classés
- Chapelle Saint-Rémi de Tinchebray
- Église Notre-Dame des Montiers (Tinchebray)

#### Monuments historiques inscrits
- Filature de Rochefort (Tinchebray)
- Église Notre-Dame d'Yvrandes
- Prison royale de Tinchebray
- Manoir de la Guyonnière (Saint-Jean-des-Bois)

#### Musées
- Musée du clou et maison du sabotier (Saint-Cornier-des-Landes)[84].
- Musée de Tinchebray et prison royale (Tinchebray)[85].

### Le patrimoine industriel
L'activité industrielle de Tinchebray-Bocage fait l'objet d'importants dossiers dans l'Inventaire général du Patrimoine industriel de Basse-Normandie, patrimoine industriel de l'Orne.

#### Frênes
- Moulin à farine, filature[86].
- Moulin à farine, filature, usine de quincaillerie Mermier-Lemarchand[87].

#### Larchamp
- Fenderie de fer[88].
- Affinerie, moulin à farine[89].
- Mine de fer[90].

#### Tinchebray
- Chocolaterie[91].

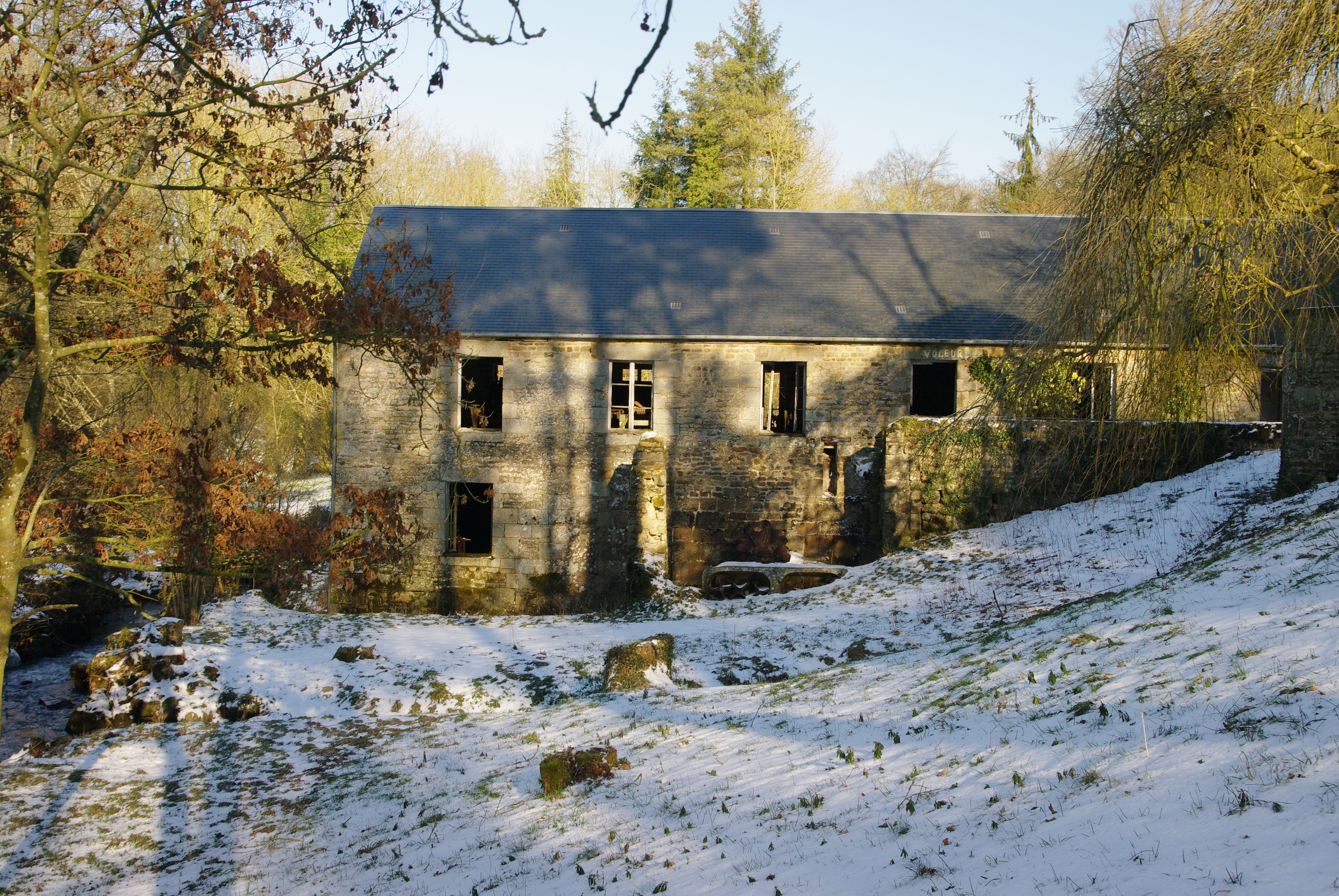
La filature de Rochefort (inscrite au titre des Monuments historiques).

- Usine de quincaillerie, boulevard du Nord[92].
- Usine de ferblanterie, serrurerie, rue des Pôrets[93].
- Usine de quincaillerie Mermier-Lemarchand[94].
- Moulin à farine, usine de quincaillerie, sous la Tour[95].
- Usine de boissellerie, tonnellerie, pont Notre-Dame[96].
- Usine de quincaillerie, Moulin noir[97].
- Moulin à papier, filature de Rochefort[98].
- Moulin à papier, usine de quincaillerie, dit « moulin de Rochefort »[99].

### Personnalités liées à la commune

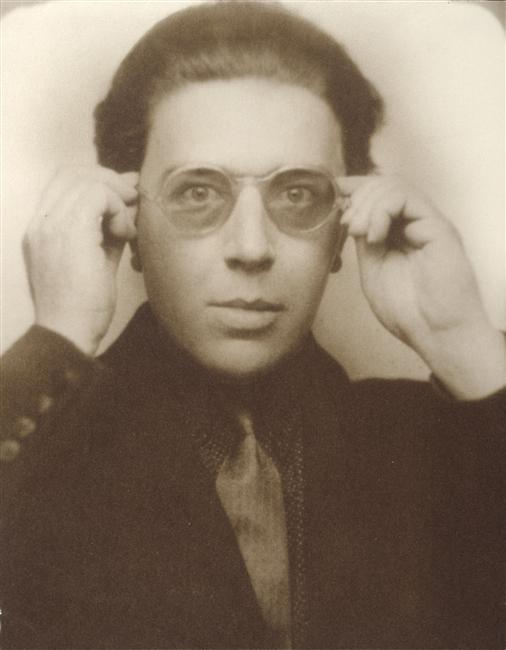
André Breton en 1924.

#### Saint-Jean-des-Bois
- Michelot Moulin (Michel Moulin) (1771-1839), chef chouan, né à Saint-Jean-des-Bois.

#### Tinchebray
- Jean-Baptiste Quéruel (1779-1845), inventeur de la méthode permettant la fabrication industrielle de sucre à partir de betterave. Il est mort à Tinchebray.
- Edgard Le Bastard (1836-1892), tanneur industriel puis homme politique, maire de Rennes. Il est né à Tinchebray.
- Bill-Bocketts (François Julien Bontemps dit Bill-Bocketts ou Bilboquet) (1892-1961), artiste de music-hall et acteur de cinéma, né à Tinchebray.
- André Breton (1896-1966), poète et écrivain, né à Tinchebray.
- Guy Degrenne (1925-2006), industriel, né à Tinchebray.

## Pour approfondir